# 45-Minuten-Rennen von Sears Point 1981

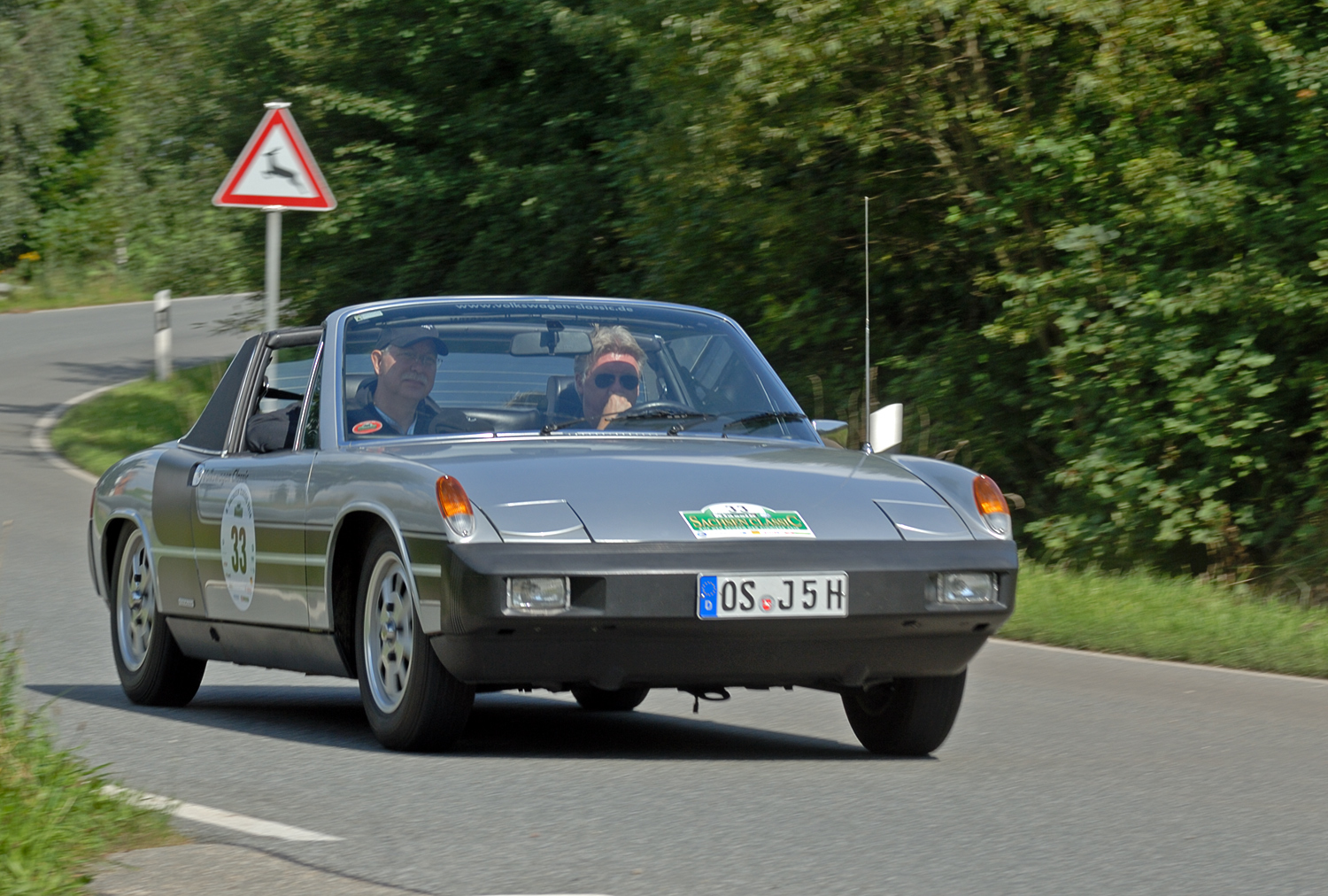
Porsche 914/4

Das 45-Minuten-Rennen von Sears Point 1981, auch Datsun Camel GTU, Sears Point International Raceway, Sonoma, fand am 26. Juli dieses Jahres auf dem Sonoma Raceway statt. Das Rennen war der 13. Lauf der IMSA-GTP-Serie 1981 und zählte nur zur Wertung der GTU-Klasse.

## Das Rennen
Das Rennen am Sonoma Raceway war das vierte Rennen der Saison, das nur zur Wertung der GTU-Klasse zählte. Die vorangegangenen Veranstaltungen dieser Klasse gewannen Walt Bohren und Lee Mueller. In Sonoma konnte Wayne Baker seinen ersten Saisonsieg feiern.

## Ergebnisse

### Schlussklassement
| 1           | GTU    | 22 | Personalized Autohaus | Wayne Baker      | Porsche 914/4 | 30 |
| 2           | GTU    | 62 | Kegel Enterprises     | Bill Knoll       | Porsche 911   | 30 |
| 3           | GTU    | 98 | Kent Racing           | Walt Bohren      | Mazda RX-7    | 30 |
| 4           | GTU    | 92 | Kent Racing           | Lee Mueller      | Mazda RX-7    | 30 |
| 5           | GTU    | 23 | Raytown Datsun        | Frank Carney     | Datsun 280ZX  | 30 |
| 6           | GTU    | 74 | Casey Mollett         | Casey Mollett    | Datsun 280ZX  | 29 |
| 7           | GTU    | 39 |                       | Greg LaCava      | Porsche 911   | 29 |
| 8           | GTU    | 24 |                       | Larry Chmura     | Porsche 911   | 29 |
| 9           | GTU    | 8  |                       | John Johnson     | Porsche 911   | 29 |
| 10          | GTU    | 45 | Autosport Technology  | Ray Ratcliff     | Porsche 914/6 | 28 |
| 11          | GTU    | 73 |                       | Jerry Demele     | Porsche 911   | 28 |
| 12          | SP GP2 | 65 |                       | Bill Free        | Datsun 510    | 28 |
| 13          | SP GP2 | 94 |                       | Jon Koobation    | Datsun 510    | 27 |
| 14          | SP GP2 | 25 |                       | Art Charles      | Datsun 510    | 27 |
| 15          | SP GP2 | 79 |                       | Marta Leonard    | Datsun B210   | 27 |
| 16          | SP GP2 | 67 |                       | Ted Gruner       | Datsun 510    | 27 |
| 17          | SP GP2 | 33 |                       | Roger Barron     | Datsun 510    | 26 |
| 18          | GTU    | 68 |                       | Tony DiBenedetto | Opel Manta    | 26 |
| 19          | SP GP2 | 9  |                       | John Cordell     | Alfa Romeo    | 26 |
| 20          | SP GP2 | 36 |                       | Jan Petersen     | Datsun 510    | 25 |
| 21          | SP GP2 | 30 |                       | Dave Stager      | VW Scirocco   | 22 |
| Ausgefallen |        |    |                       |                  |               |    |
| 22          | GTU    | 82 | Trinity Racing        | Jim Cook         | Mazda RX-7    | 29 |
| 23          | SP GP2 | 71 |                       | Ricky Freeman    | Datsun 510    | 27 |
| 24          | SP GP2 | 61 |                       | Dave Alonzo      | BMW 2002      | 27 |
| 25          | GTU    | 95 | Stu Fisher            | Stu Fisher       | Datsun Z      | 16 |
| 26          | SP GP2 | 18 |                       | Joe Valle        | Volvo 142     | 16 |
| 27          | SP GP2 | 53 |                       | Jon Norman       | Alfa Romeo    | 15 |
| 28          | SP GP2 | 58 |                       | Danny May        | Datsun 710    | 15 |
| 29          | GTU    | 6  |                       | Bob Barnes       | Porsche 911   | 13 |
| 30          | GTU    | 3  | Jon Longmire          | Jon Longmire     | Porsche 914/6 | 6  |
| 31          | GTU    | 49 |                       | Joel Anderson    | Datsun Z      | 5  |
| 32          | GTU    | 31 |                       | Charles Longmire | Porsche 911   | 1  |
| 33          | SP GP2 | 56 |                       | Bob Kelly        | Ford Pinto    | 1  |

### Nur in der Meldeliste
Zu diesem Rennen sind keine weiteren Meldungen bekannt.

### Klassensieger
| Klasse | Fahrer      | Fahrzeug   | Platzierung im Gesamtklassement |
| ------ | ----------- | ---------- | ------------------------------- |
| GTU    | Wayne Baker | Mazda RX-7 | Gesamtsieg                      |
| SP GP2 | Bill Free   | Datsun 510 | Rang 13                         |

### Renndaten
- Gemeldet: 33
- Gestartet: 33
- Gewertet: 21
- Rennklassen: 2
- Zuschauer: unbekannt
- Wetter am Renntag: unbekannt
- Streckenlänge: 4,060 km
- Fahrzeit des Siegerteams: 0:53:41,064 Stunden
- Gesamtrunden des Siegerteams: 30
- Gesamtdistanz des Siegerteams: 121,811 km
- Siegerschnitt: 136,141 km/h
- Pole Position: unbekannt
- Schnellste Rennrunde: Wayne Baker – Porsche 914/4 (#27) – 1:45,260 – 138,869 km/h
- Rennserie: 13. Lauf zur IMSA-GTP-Serie 1981